# Organizace

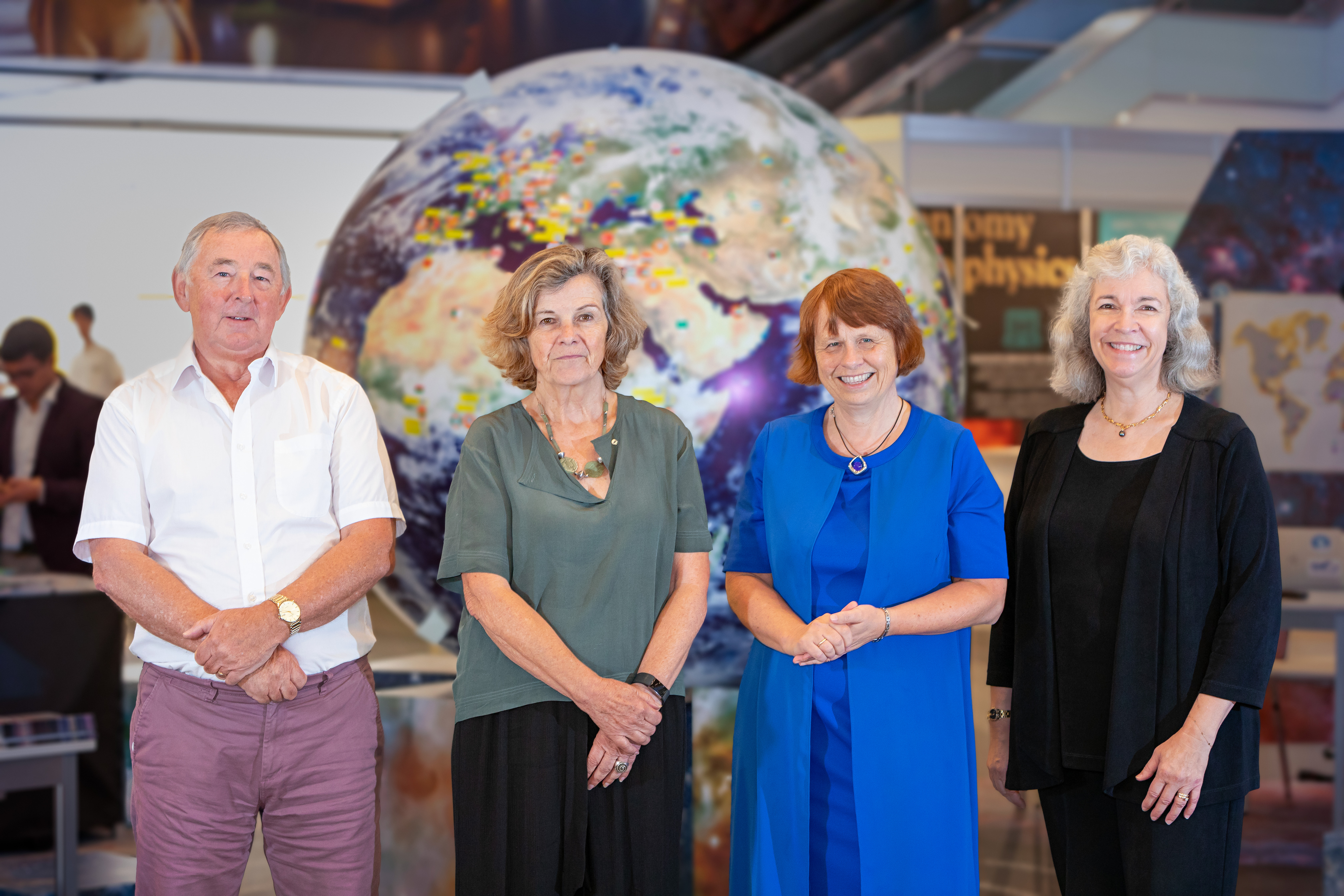
Organizace IAU

Organizace (z řeckého ὄργανον, což znamená nástroj) může být formální skupina lidí se společnými cíli, jako organizace se také označuje vlastní činnost (tj. organizování). Organizací existuje více typů podle účelu, ke kterému byly založeny (firma, instituce).

## Vedení organizací
Organizace, ať už jako strukturovaná, oficiálně prezentovaná skupina, nebo jako neformální seskupení lidí, má ve svém čele jednu či více vůdčích postav, vedoucích.

### Oficiální organizace
Organizace, která slouží jako prostředek k dosažení určitých cílů, je organizací oficiální. Taková organizace potřebuje jasnou strukturu a rozdělení do menších pracovních celků, které jsou specializovány konkrétněji. Pomocí takové strukturalizace se zvyšuje efektivita práce.
Vedoucí organizace s jasnou hierarchií řídí ostatní členy organizace a měl by pro ně být autoritou. Musí disponovat lidskými kvalitami, které mu u podřízených zajistí respekt a tzv. přirozenou autoritu, kterou pouze na základě svého postavení nezíská.
Pod organizaci spadá například firma, sportovní družstva, kroužky nebo domy pro seniory.

### Neoficiální organizace
Neformální organizace vyjadřují osobní cíle jejich členů.
Vedoucí člen vychází ze samotné skupiny a může být jmenován samotnými členy nebo se může prohlásit sám za vůdce. Jeho postavení podmiňují jeho vlastnosti, nastalá situace nebo kombinace těchto faktorů. Vůdce v této skupině může mít velký vliv na členy a neomezenou moc.
Pod neoficiální organizace patří například neregistrované organizace nebo neveřejné kroužky,...